# ایران: دین، سیاست و جامعه
ایران: دین، سیاست و جامعه (به انگلیسی: Iran: Religion, Politics, and Society) نام کتابی‌ست نوشتهٔ نیکی کدی، شرق‌شناس و پژوهشگر آمریکایی. این کتاب اولین بار در سال ۱۹۸۰ (انتشارت فرانک کاس) و بار دیگر در سال ۱۹۸۳ (انتشارات روتلج) به زبان انگلیسی منتشر شد. ایران: دین، سیاست و جامعه مجموعه‌ای مقاله‌است که به چرایی آنچه پس از انقلاب ۱۳۵۷ ایران رخ داد می‌پردازد و نقش تاریخی روحانیت را در سیاست ایران بررسی می‌کند.
کتاب از دو بخش تشکیل شده‌است. بخش اول به موضوع مذاهب و شبه‌مذاهب در ناسیونالیسم اولیهٔ ایرانی، ریشهٔ تشکل‌های تندروی مذهبی در ایران، نقش مردم در پایان فرمانروایی قاجاریان (۱۹۱۱-۱۹۰۵) و مذهب و جامعه می‌پردازد.
در بخش دوم کتاب، تحولات اجتماعی-اقتصادی در ایران: تاریخ اقتصاد ایران از سال ۱۸۰۰ تا ۱۹۱۴ و تأثیرات آن بر سیاست، طبقه، کنترل اجتماعی و سرمایه‌داری در روستاهای ایران - قبل و بعد از اصلاحات ارضی-، نفت ، سیاست اقتصادی و تغییرات اجتماعی در ایران مورد بررسی قرار می‌گیرند.